# Galera Quemada
Galera Quemada är en ort i Mexiko.   Den ligger i kommunen Huatusco och delstaten Veracruz, i den sydöstra delen av landet, 240 km öster om huvudstaden Mexico City. Galera Quemada ligger 991 meter över havet och antalet invånare är 247.
Terrängen runt Galera Quemada är kuperad, och sluttar österut. Runt Galera Quemada är det ganska tätbefolkat, med 139 invånare per kvadratkilometer. Närmaste större samhälle är Huatusco de Chicuellar, 9,8 km väster om Galera Quemada. I omgivningarna runt Galera Quemada växer i huvudsak städsegrön lövskog.